# Josephine Angelini

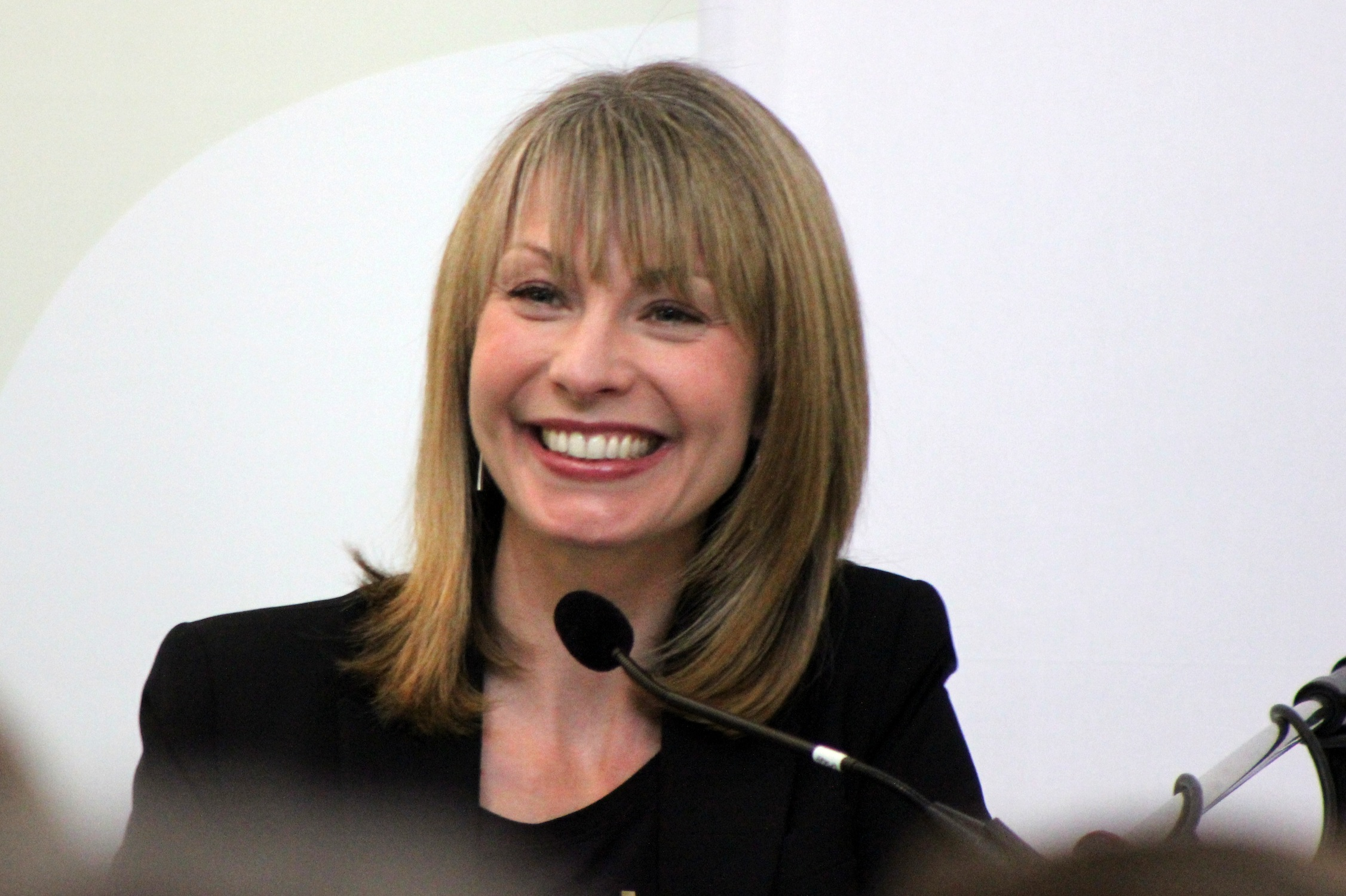
Josephine Angelini

Josephine Angelini, född 1975, är en amerikansk fantasyförfattare som skriver för unga vuxna.

## Biografi
Josephine Angelini växte upp på en bondgård i Massachusetts tillsammans med sina sju äldre syskon. Hon bor tillsammans med sin man, dotter och två katter i Los Angeles i Kalifornien.
Josephine Angelinis debutroman Helena är den första boken i trilogin Starcrossed. Boken publicerades 2011 och handlar om ättlingar till antikens Greklands gudar och gudinnor. Ättlingarna besitter utomordentliga krafter och kämpar mot ödet i en modern värld. Bok nummer två i serien, Hades, släpptes 2012 och den sista boken, Nemesis, 2013. Samtliga böcker publicerades av Harper Teens och har varit internationella bästsäljare.
Josephine Angelini har även publicerat trilogin the WorldWalker Trilogy som består av Trial by Fire,  Firewalker och Witch’s Pyre. Dessa böckerna är publicerade av Macmillan och utspelar sig i Salem och i ett parallellt universums Salem. De handlar om häxor och att hitta sitt sanna jag.